# St. Martin, Minnesota
St. Martin là một thành phố thuộc quận Stearns, tiểu bang Minnesota, Hoa Kỳ. Năm 2010, dân số của thành phố này là 308 người.

## Dân số
- Dân số năm 2000: 278 người.
- Dân số năm 2010: 308 người.